# Astathes fulgidior
Astathes fulgidior là một loài bọ cánh cứng trong họ Cerambycidae.